# Warner T. Koiter

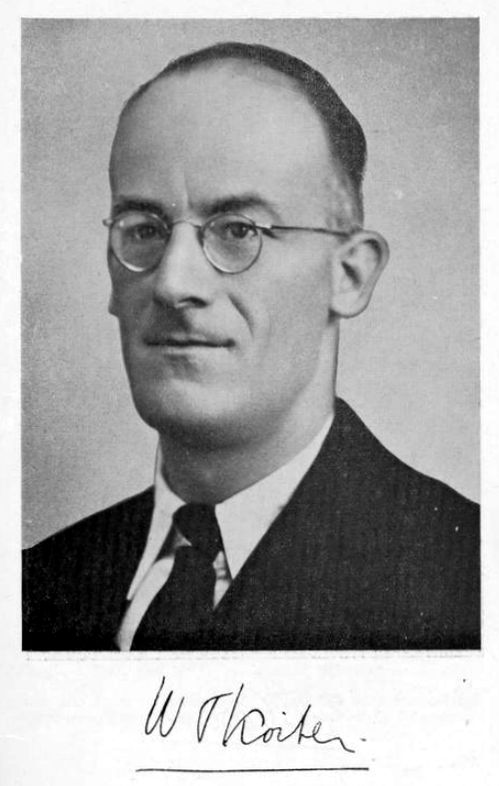
Prof. dr. ir. W. T. Koiter, 1950

Warner Tjardus Koiter (Amsterdam, 16 juni 1914 – Delft, 2 september 1997) was een invloedrijk mechanicus en hoogleraar toegepaste mechanica verbonden aan de Technische Universiteit Delft van 1949 tot 1979.
Koiter heeft belangrijke bijdragen geleverd aan de wetenschap, in het bijzonder de toegepast mechanica zoals sterkte, stijfheid en stabiliteit van constructies.

## Levensloop
Koiter studeerde werktuigbouwkunde aan de TU Delft, waar hij cum laude afstudeerde in 1936. 
Na zijn afstuderen werkte hij bij de Rijksstudiedienst voor de Luchtvaart (vanaf 1937 genaamd Nationaal Luchtvaartlaboratorium).
Tijdens de oorlog werkte hij aan zijn proefschrift, dat in feite in 1942 voor de drukker gereed was, echter hij weigerde te promoveren bij een universiteit die een loyaliteitsverklaring aan de bezetter verlangde. Hij promoveerde met lof in 1945, direct na de oorlog, bij prof. ir. C.B. Biezeno. Het proefschrift was geschreven in het Nederlands, waardoor slechts weinigen buiten Nederland op de hoogte waren van zijn nieuwe theorie. De inhoud van zijn proefschrift werd daarom pas vijftien jaar later bekend nadat een Engelse vertaling was gemaakt. In 1949 werd hij benoemd tot hoogleraar toegepaste mechanica in Delft.
Hij had grote bezwaren tegen de invoering van de democratisering bij de universiteiten in het begin van de jaren zeventig en  hij nam in 1973 zijn ontslag. Van 1973-1974 was hij Sherman Fairchild Distinguished Scholar aan het California Institute of Technology in de Verenigde Staten. Dankzij inspanningen van zijn collega's werd Koiter per 1974 door de Minister van Onderwijs en Wetenschappen benoemd op een persoonlijke leerstoel zonder relatie met bestuursorganen. Hij bleef tot het bereiken van de 65-jarige leeftijd in juni 1979.

### Waardering
Koiter werd vereerd met de Von Karman medaille en de Timoshenko Medaille. Hij ontving eredoctoraten van de universiteiten van Leicester, Glasgow, Bochum, en Gent. Hij was lid van de Koninklijke Nederlandse Akademie van Wetenschappen, (KNAW), de Amerikaanse National Academy of Engineering, de Academie des Sciences de l'Institut de France, en de Royal Society.
In 1996 vernoemde het Amerikaanse Genootschap van Mechanica Ingenieurs (ASME) de belangrijkste prijs naar hem; Koiter ontving het eerste exemplaar. In Delft is het Koiter Instituut Delft naar hem vernoemd. In 2022 werd Koiter postuum toegevoegd aan de Alumni Walk of Fame ter gelegenheid van het 180-jarig bestaan van de TU Delft.

## Publicaties
- Warner Tjardus Koiter. General Theorems for Elastic-plastic Solids, 1960.
- Warner Tjardus Koiter, Theory of elastic stability and post-buckling behaviour, United States. Office of Naval Research, 1962.
- Warner T. Koiter. On the Stability of Elastic Equillerium. 1964.
- Warner Tjardus Koiter. Inleiding tot de leer van stijfheid en sterkte. 1985.

Publicaties over W.T. Koiter
- D.H van Campen. "Levensbericht WT Koiter" - Digitaal Wetenschapshistorisch Centrum
- John W. Hutchinson. "WARNER T. KOITER." in: Memorial Tributes, Volume 19 (2015)